# Championnat d'Uruguay de football 1929
Navigation
Édition précédente Édition suivante
| \| Montevideo: · Nacional · Peñarol · Wanderers · Charley · Liverpool · Rampla Juniors · Sud América · Misiones · Defensor · Bella Vista · Olimpia · Capurro · Cerro · Colón Montevideo \| Localisation des clubs engagés dans le championnat. |
| Montevideo: · Nacional · Peñarol · Wanderers · Charley · Liverpool · Rampla Juniors · Sud América · Misiones · Defensor · Bella Vista · Olimpia · Capurro · Cerro · Colón Montevideo                                                           |

La 28e édition du championnat d'Uruguay de football est remportée par le Club Atlético Peñarol. C’est le quatrième titre de champion du club, le neuvième si on lui adjoint le palmarès du CURCC. Le Peñarol l’emporte avec 10 points d’avance sur le Club Nacional de Football. Le Defensor Sporting Club complète le podium. 

## Les clubs de l'édition 1929
| Club                             | Stade | Capacité | Ville      |
| -------------------------------- | ----- | -------- | ---------- |
| Club Atlético Bella Vista        | -     | -        | Montevideo |
| Capurro                          | -     | -        | Montevideo |
| Club Atlético Cerro              | -     | -        | Montevideo |
| Colón Fútbol Club                | -     | -        | Montevideo |
| Defensor Sporting Club           | -     | -        | Montevideo |
| Liverpool Fútbol Club            | -     | -        | Montevideo |
| Misiones Football Club           | -     | -        | Montevideo |
| Montevideo Wanderers Fútbol Club | -     | -        | Montevideo |
| Club Nacional de Football        | -     | -        | Montevideo |
| Olimpia                          | -     | -        | Montevideo |
| Club Atlético Peñarol            | -     | -        | Montevideo |
| Rampla Juniors Fútbol Club       | -     | -        | Montevideo |
| Institución Atlética Sud América | -     | -        | Montevideo |

## Compétition

### Classement
Le classement est établi sur le barème de points suivant : victoire à 2 points, match nul à 1, défaite à 0.
| Rang | Équipe                           | Pts | J  | G  | N  | P  | Bp | Bc | Diff |
| ---- | -------------------------------- | --- | -- | -- | -- | -- | -- | -- | ---- |
| 1    | Club Atlético Peñarol T          | 46  | 26 | 21 | 4  | 1  | 54 | 10 | +44  |
| 2    | Club Nacional de Football        | 36  | 26 | 15 | 6  | 5  | 59 | 24 | +35  |
| 3    | Defensor Sporting Club           | 32  | 26 | 11 | 10 | 5  | 45 | 33 | +12  |
| 4    | Rampla Juniors Fútbol Club       | 29  | 26 | 13 | 3  | 10 | 55 | 34 | +21  |
| 5    | Olimpia                          | 28  | 26 | 11 | 6  | 9  | 39 | 39 | 0    |
| 6    | Montevideo Wanderers             | 28  | 26 | 9  | 10 | 7  | 33 | 38 | -5   |
| 7    | Capurro                          | 26  | 26 | 10 | 6  | 10 | 38 | 40 | -2   |
| 8    | Misiones Football Club           | 25  | 26 | 9  | 7  | 10 | 32 | 49 | -17  |
| 9    | Club Atlético Bella Vista        | 24  | 26 | 8  | 8  | 10 | 32 | 34 | -2   |
| 10   | Institución Atlética Sud América | 23  | 26 | 9  | 5  | 12 | 37 | 36 | +1   |
| 11   | Central Español Fútbol Club P    | 21  | 26 | 7  | 7  | 12 | 35 | 46 | -11  |
| 12   | Liverpool Fútbol Club            | 20  | 26 | 8  | 4  | 14 | 30 | 31 | -1   |
| 13   | Colón Fútbol Club                | 18  | 26 | 7  | 4  | 15 | 33 | 44 | -11  |
| 14   | Club Atlético Cerro              | 8   | 26 | 3  | 2  | 21 | 24 | 87 | -63  |

| Légende : Qualifications et relégations | Légende : Qualifications et relégations |
| --------------------------------------- | --------------------------------------- |
|                                         | Champion d’Uruguay                      |
|                                         | Relégation en deuxième division         |
|                                         | T : Tenant du titre P : Promus          |

## Bilan de la saison
| Championnat d'Uruguay de football 1929                             |                                                             |
| Champion                                                           | Club Atlético Peñarol (4e titre)                            |
| Promotions et relégations                                          |                                                             |
| Promus en Primera División                                         | Racing Club de Montevideo                                   |
| Relégués en Championnat d'Uruguay de football de deuxième division | Liverpool Fútbol Club Colón Fútbol Club Club Atlético Cerro |